# Université agricole nationale de Voronej
L'université agricole nationale de Voronej (Воронежский государственный аграрный университет) est une université d'enseignement agricole et d'agronomie située à Voronej en Russie. C'est le premier enseignement supérieur de ce type dans la région du tchernoziom, puisqu'il a été fondé en 1912 sous le nom d'institut d'agriculture de Voronej. L'université a pris le nom officiel d'université agricole Glinka en 1993 et université agricole Pierre Ier en 2011, à la veille de son centenaire.
Elle accueille aujourd'hui[Quand ?] près de 14 000 étudiants, 90 professeurs d'université et plus de 300 candidats à la thèse de doctorat d'État.

## Facultés
L'université agricole de Voronej comprend les facultés suivantes :
- Faculté d'agronomie, d'agrochimie et d'écologie
- Faculté d'ingéniérie agronomique
- Faculté vétérinaire et de technologie d'élevage
- Faculté des travaux d'ouvrages et de cadastre
- Faculté d'humanités et de droit
- Faculté de technologie et de commerce
- Faculté de comptabilité et de finances
- Faculté d'économie et de management

## Galerie

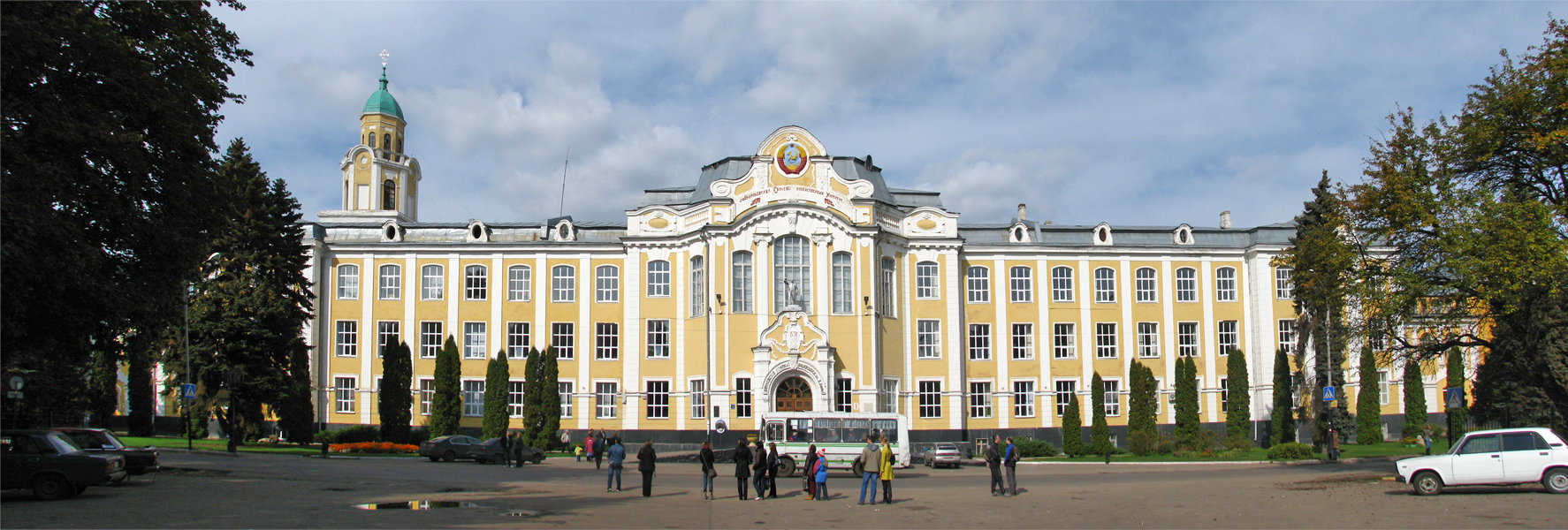
Façade de l'université
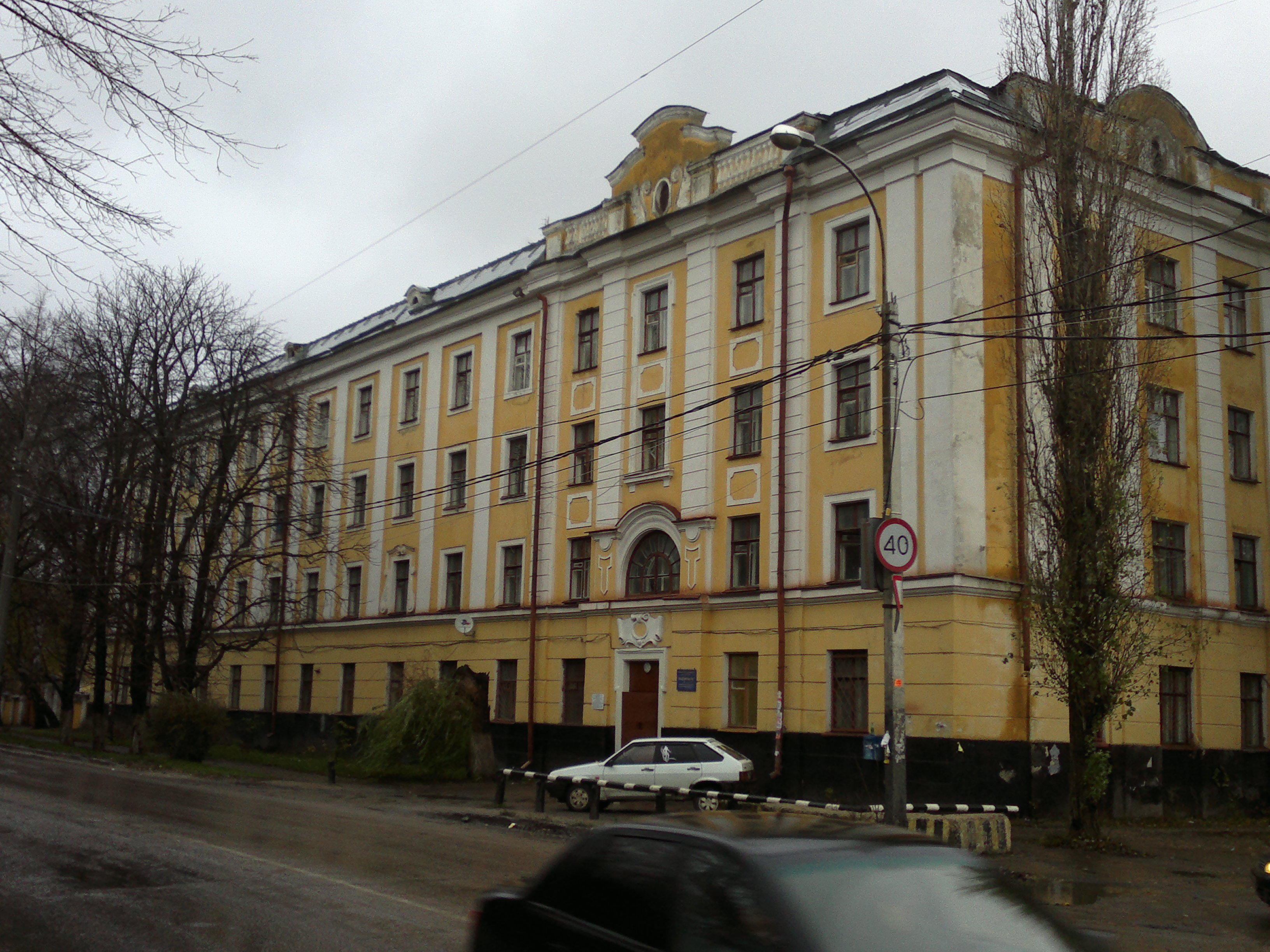
Façade du foyer N°1 du campus
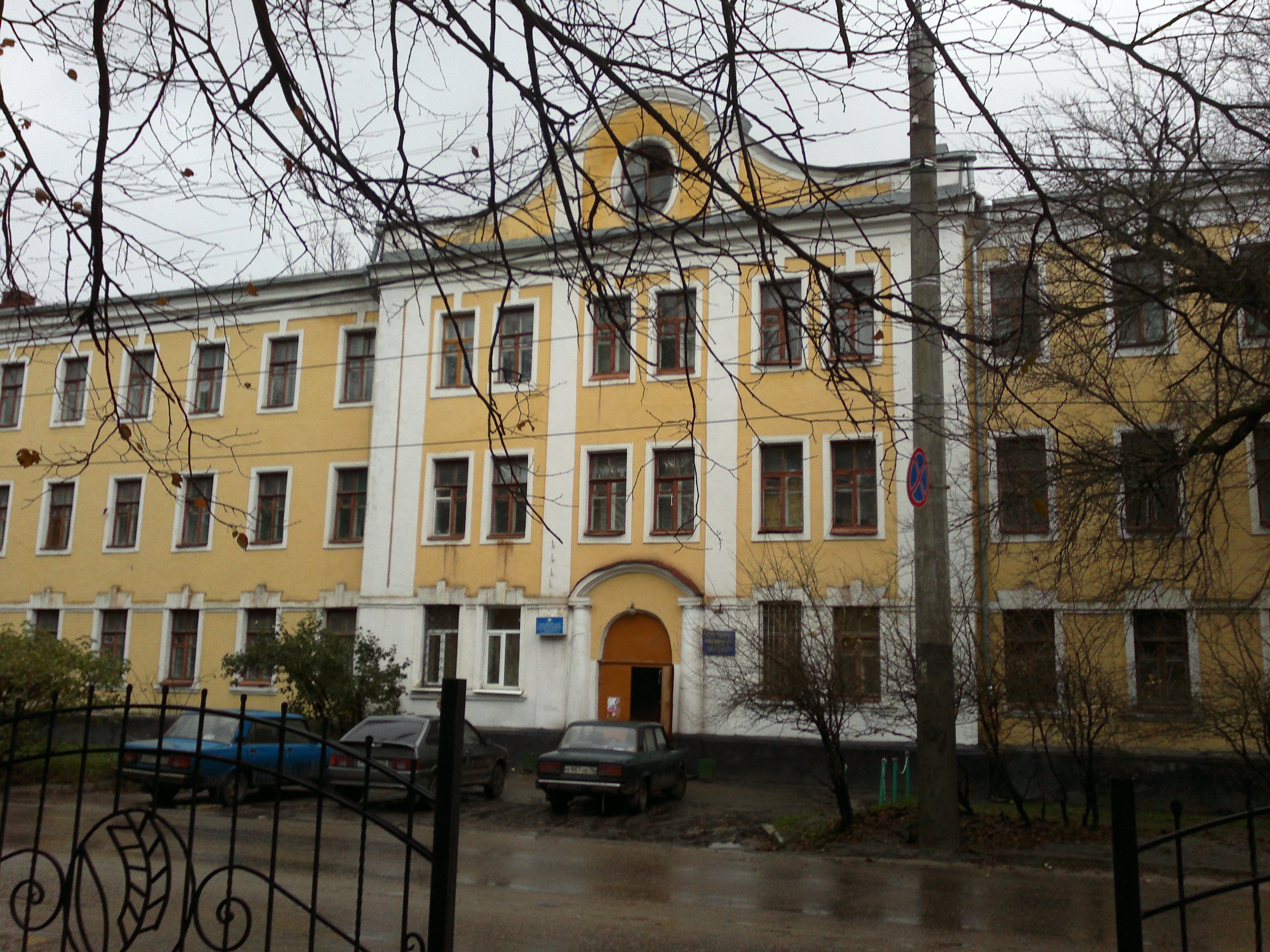
Façade du foyer N°2 du campus
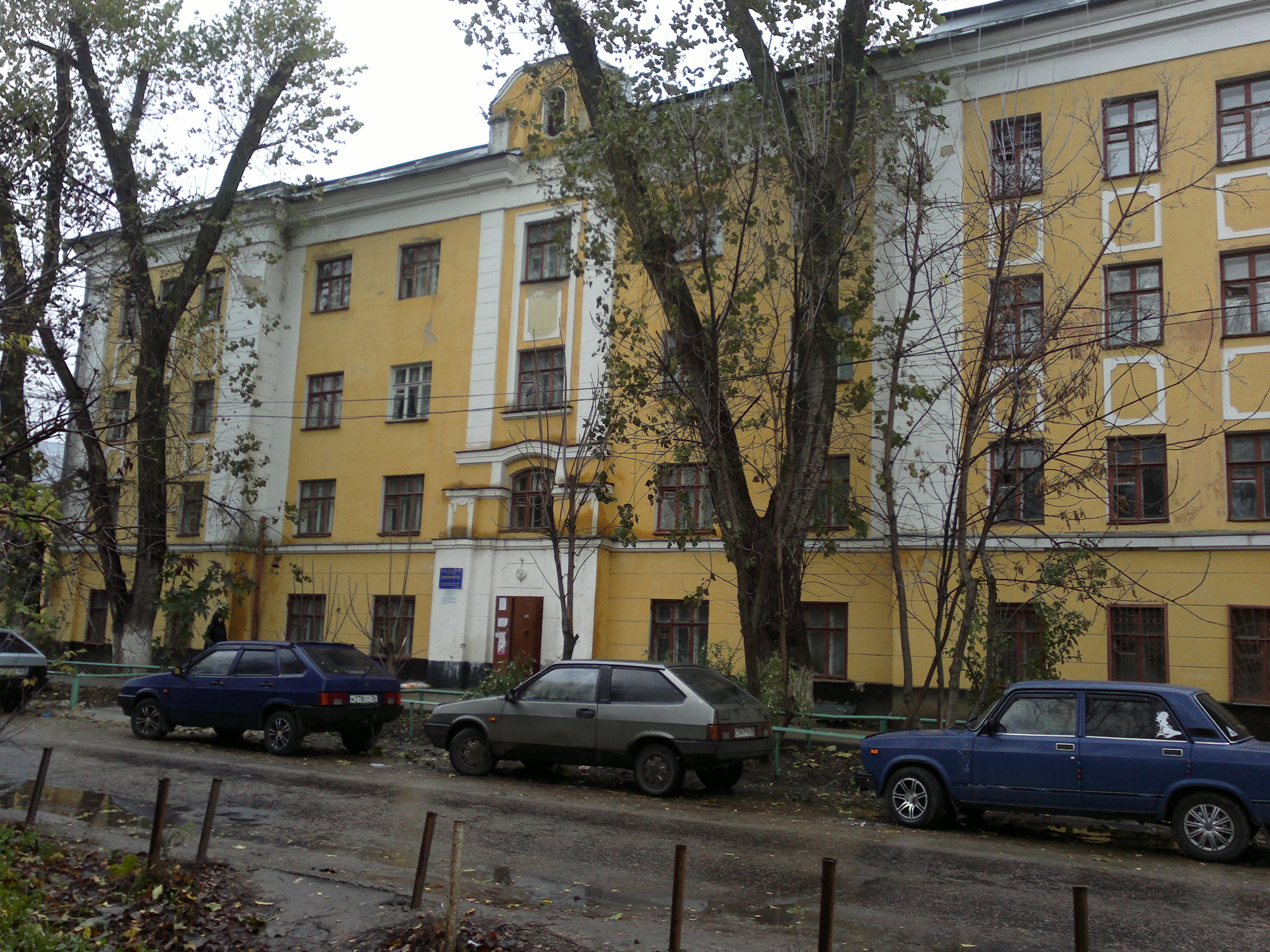
Façade du foyer N°3 du campus